# Люсьєн Доде
Люсьєн Доде (фр. Lucien Daudet; 11 червня 1878 — 16 листопада 1946) — французький письменник, син Альфонса Доде та Жюлі Доде. Незважаючи на те, що він був плідним прозаїком і художником, він ніколи не зміг перевершити успіхи свого батька, і зараз його пам'ятають насамперед за його романтичні зв'язки з колегою-прозаїком Марселем Прустом («У пошуках втраченого часу»). Доде також дружив з Жаном Кокто.